# 香港兒童醫院

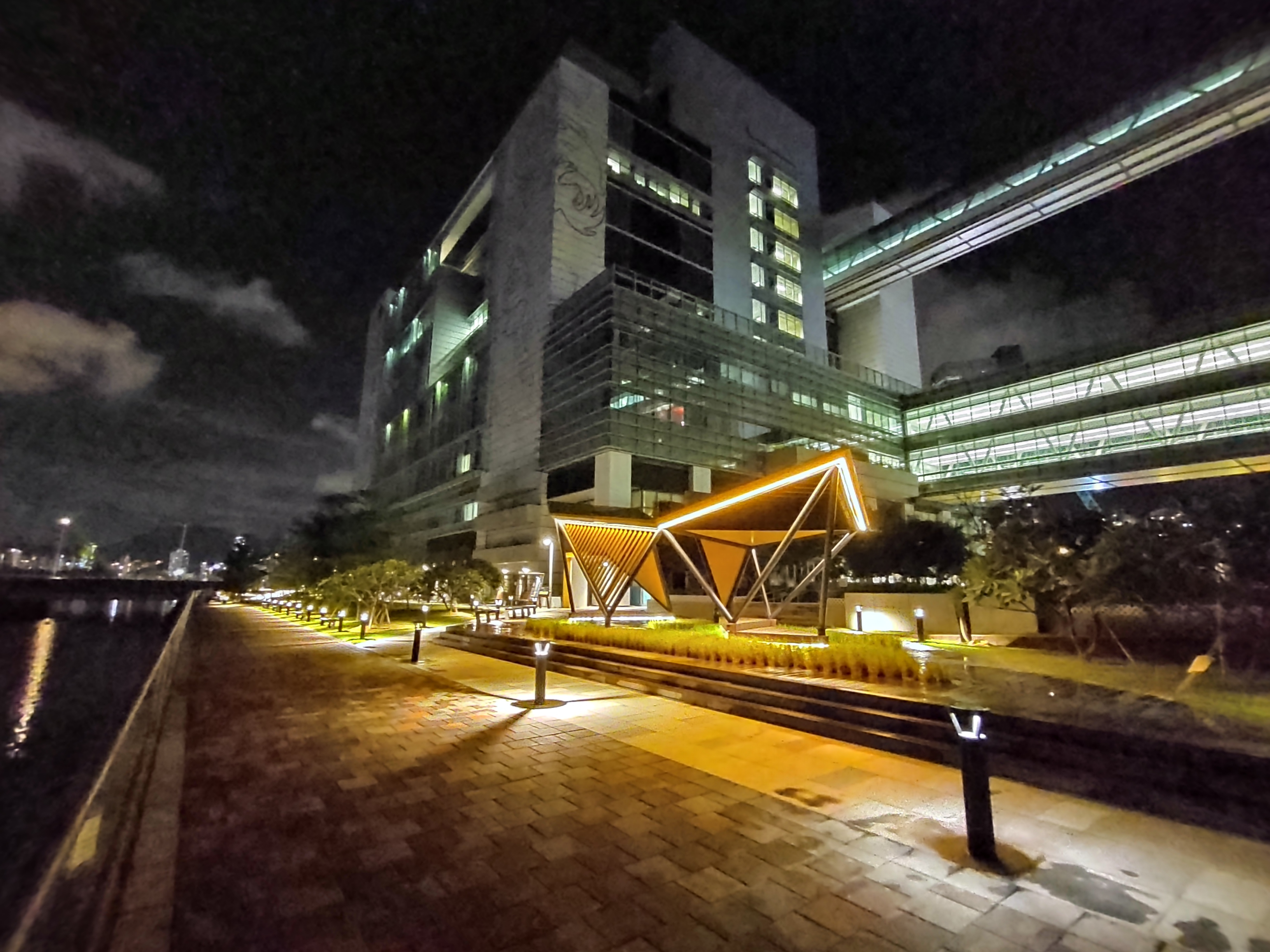
夜觀A座大樓及海濱長廊

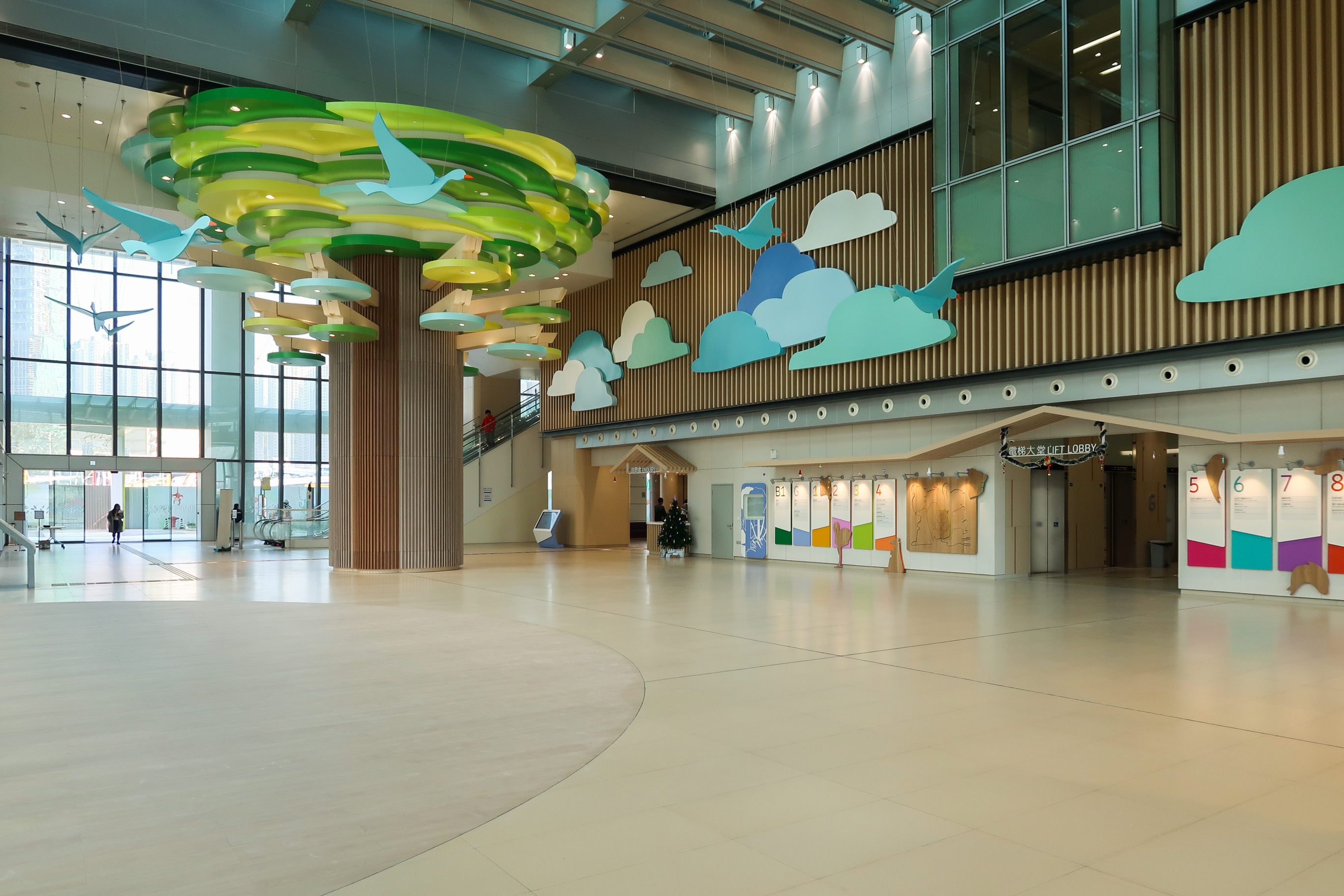
B座大堂

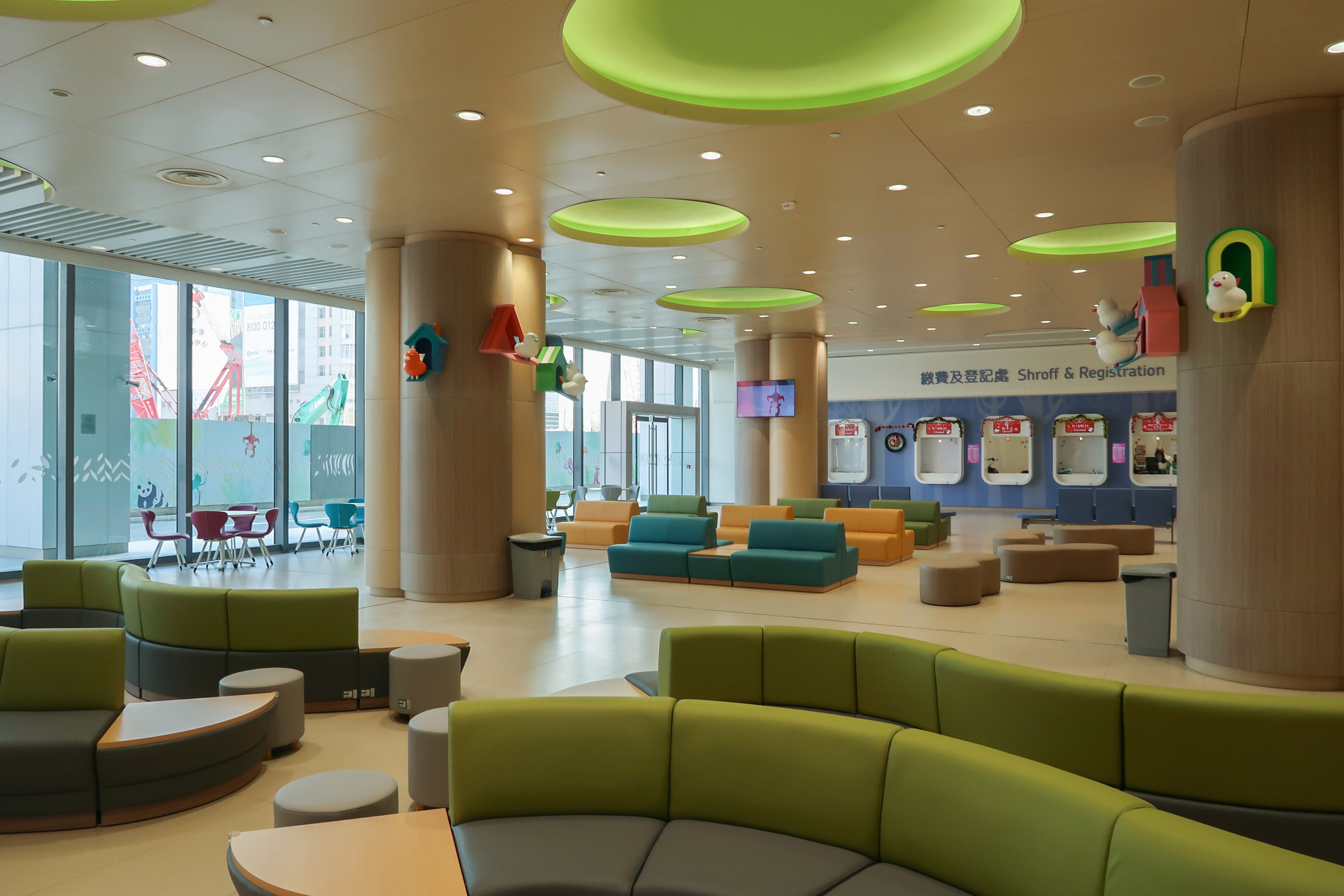
B座大堂繳費及登記處

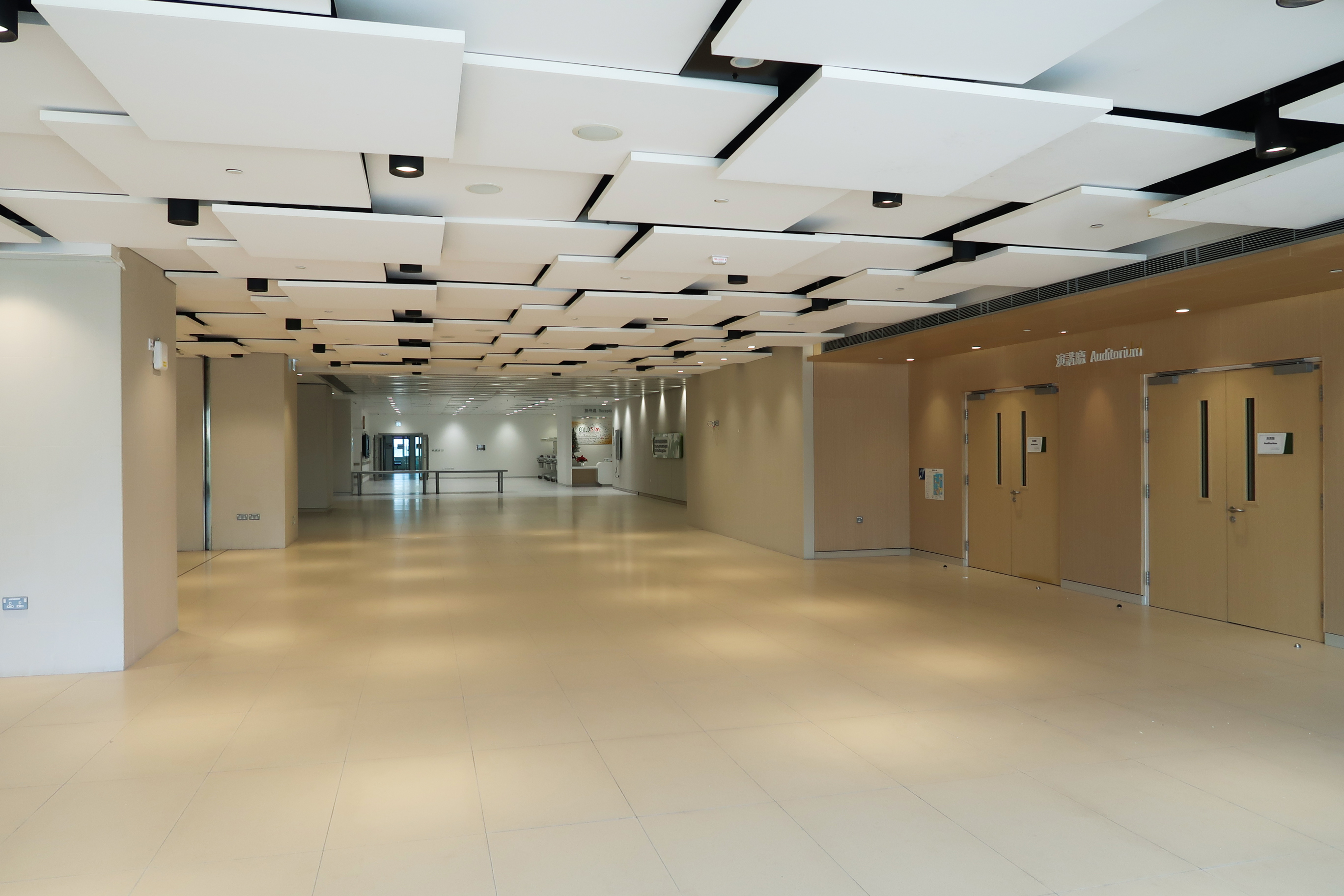
1樓演講廳和模擬培訓中心

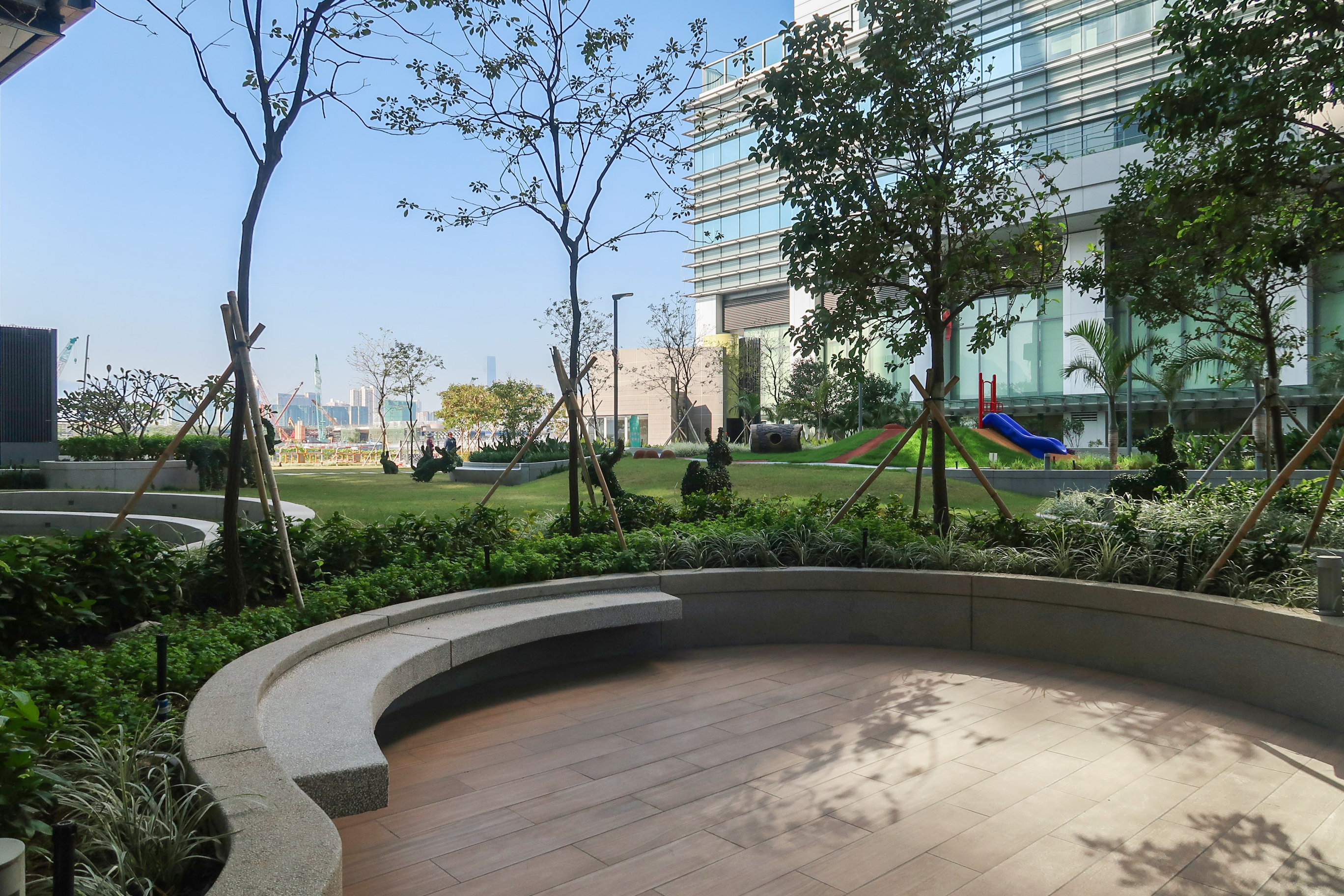
中央復康花園

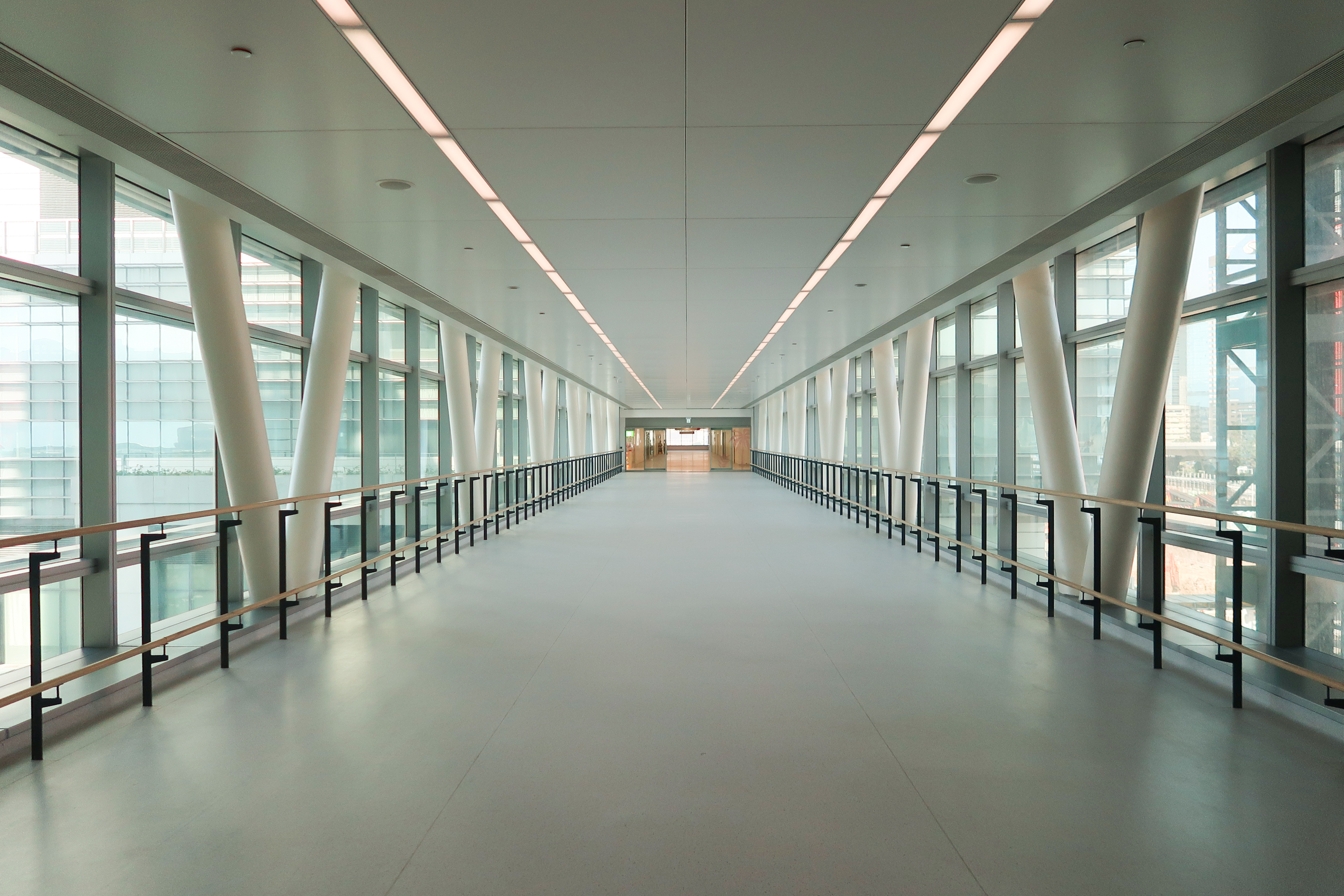
大樓2樓、3樓及9樓設天橋連接

香港兒童醫院（英語：Hong Kong Children's Hospital，縮寫：HKCH；於計劃時稱為兒童專科卓越醫療中心）是一所兒童醫院，位於香港九龍啟德承昌道1號，即啟德原南停機坪近啟德橋，觀塘避風塘岸邊，佔地21,685平方米，建築面積約為179,223平方米，包括兩座各樓高11層的獨立大樓、中央庭院、地庫及相關設施，共提供468張床位。香港兒童醫院為《啟德發展計劃》次階段項目之一，於2014年2月25日動工，於2018年竣工，於同年12月18日起分階段投入服務及接受轉介個案，不設急症室或普通科門診。投入服務初期，醫院提供約230張病床。行政總監是李子良。
醫院專注處理病情複雜、罕見及需跨專科治療的兒科個案，初期集中提供癌症、腎科、心臟科及外科等第三層醫療服務。其設計以兒童友善為核心，採用八種動物主題區分樓層，並設有家屬留宿房及遊戲室等設施，旨在營造非院舍化的療養環境。此外，醫院為香港首間獲「BEAM Plus Platinum」鉑金級認證的公營醫院，廣泛應用節能技術及綠化設計。

## 目標
設立的香港兒童醫院的目標為提高兒科專業水平，為病情嚴重和複雜的病童提供更優質的臨床服務；透過鼓勵多方面的合作，匯聚來自香港及境外公私營兩界別的醫療及學術機構的專家和先進醫療技術，與各地著名的兒童醫院建立夥伴關係。促進兒科專業知識的交流及加強研究和培訓，從而提升兒科專業醫療及護理服務水平和質素。

## 服務
香港兒童醫院於啟用後首階段，將會提供4個醫療專科服務，包括癌症、腎科、心臟科（包括心臟內科以及心臟外科）及外科，專門負責接收來由各區醫院聯網所轉介的最嚴重及最複雜的兒童病症（即第三層醫療服務）。香港兒童醫院將會具備能力處理抽取骨髓、骨髓移植及更換臍帶血等。除了上述專科，香港兒童醫院設有兒科深切治療部、新生嬰兒深切治療部、化驗室及病理科支援等等。
根據公布的數據，截至2018年5月31日醫院已招募了83名醫生、227名護士及81名專職醫療人員。而醫院預計在2018年第四季度到2019年第二季度需要的是108名醫生、395名護士和89名專職醫療人員，醫生短缺的問題再次受公眾關注。

## 設計
香港兒童醫院由關善明建築師事務所設計，佔地21,685平方米，建築面積約179,223平方米，由兩幢獨立大樓組成，以天橋連接，地面近向海正門位置設有一座中央庭院，其開揚景觀延至維多利亞港以外。

## 歷史

### 沿革
1950年代初，香港醫療體制正式設立兒科，政府選擇在港島薄扶林沙灣（大口環）興建兒童醫院，當時全港只有三名兒科醫生。1955年，大口環根德公爵夫人兒童醫院啟用，雖然最後變成以骨科為主的兒童醫院，但它是香港兒童醫院的雛型。
1970年代，香港安排兒科教授夏志森（Prof. Hutchison）來港，他認為香港當時兒科水準十分高，但沒有一間正式兒童醫院，因此決定向政府爭取。其實，政府當時認同在香港應該興建一間為兒童而設的兒童醫院，甚至打算把瑪麗醫院K座改作兒童醫院（K for Kinder，即為孩子）。但政府認為整幢大樓用作兒科太浪費，最終瑪麗醫院K座回復由各科及港大醫科生宿舍舍監辦公室使用，而兒科只佔用其中四層。
另外，政府亦曾打算在九龍醫院興建兒童醫院，但政府考慮港人環保意識較重，如果選址九龍醫院需要砍伐約四百棵老樹，會招來環保人士不滿，最終放棄計劃。
直至2007年10月7日，時任行政長官曾蔭權在《2007至2008年度香港行政長官施政報告》提出兒童專科醫療中心的建議；香港各區醫院當時每年需要處理約170宗癌症及腫瘤的病症、達300宗心臟科及小兒科手術、50宗腎科手術等。至香港兒童醫院服務後，將會可以集中處理心臟外科手術和介入性心導管治療等，地區醫院則只需要負責跟進手術前後之事務。兒童專科醫療中心於診斷後，將會設定度身訂造的治療計劃，病人於接受手術後，需要返回被轉介前的所屬醫院被跟進及接受其他治療。
2008年，香港政府成立相關的督導委員會，成員包括來自公私營兩界別的著名醫療護理專業人士、學者、病人組織及非政府慈善機構的代表，研究建議的兒童專科醫療中心的服務範圍、運作模式及實體基礎設施等。
2013年3月，香港兒童醫院招標評審完成。5月至6月，立法會工務小組委員會及立法會財務委員會先後同意撥款130億港元興建。7月17日，中國建築國際與瑞安建業有限公司成立聯營公司，共同承建，合約額約為90.9億元。醫院選址在1998年已停用的啟德機場原南停機坪。建造工程原預計於同年8月展開，2017年6月啟用，後來延至2014年2月25日正式動土，由時任政務司司長林鄭月娥主持動土典禮。
2018年3月5日，12名香港立法會議員視察兒童醫院時，兒童醫院行政總監李子良表示，預計2018年底到2019年中逐步開設230張病床，2019年中再開設初生嬰兒深切治療部和小兒外科。

### 搬遷
瑪麗醫院、瑪嘉烈醫院及伊利沙伯醫院的兒童癌症中心將搬遷過來，連同已搬入的威爾斯親王醫院及屯門醫院，即2019年7月會完成整合全港五間兒童癌症中心，亦會開展小兒外科及初生嬰兒服務，預計9月可提供腎科服務。

## 興建圖片

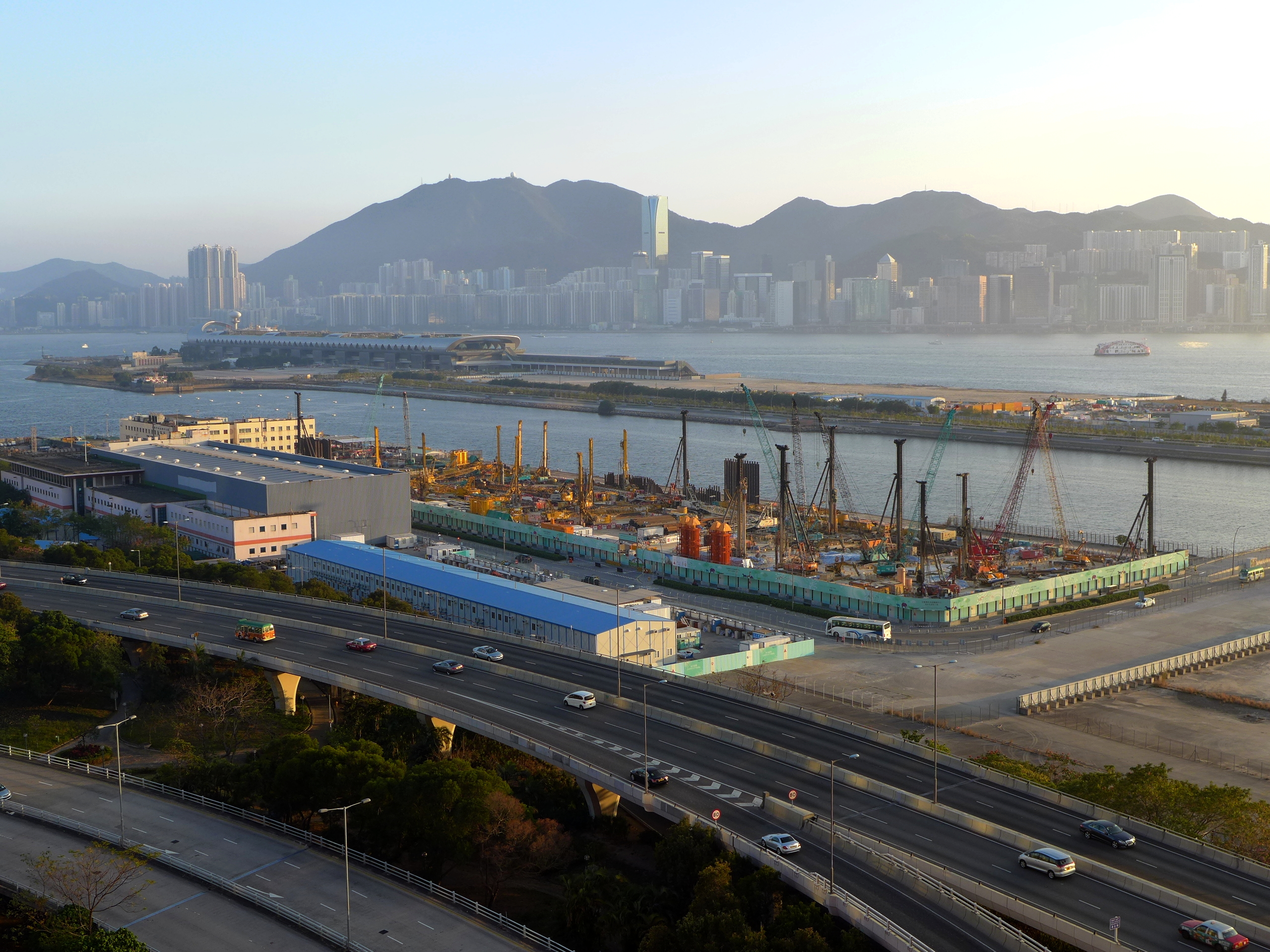
2014年2月
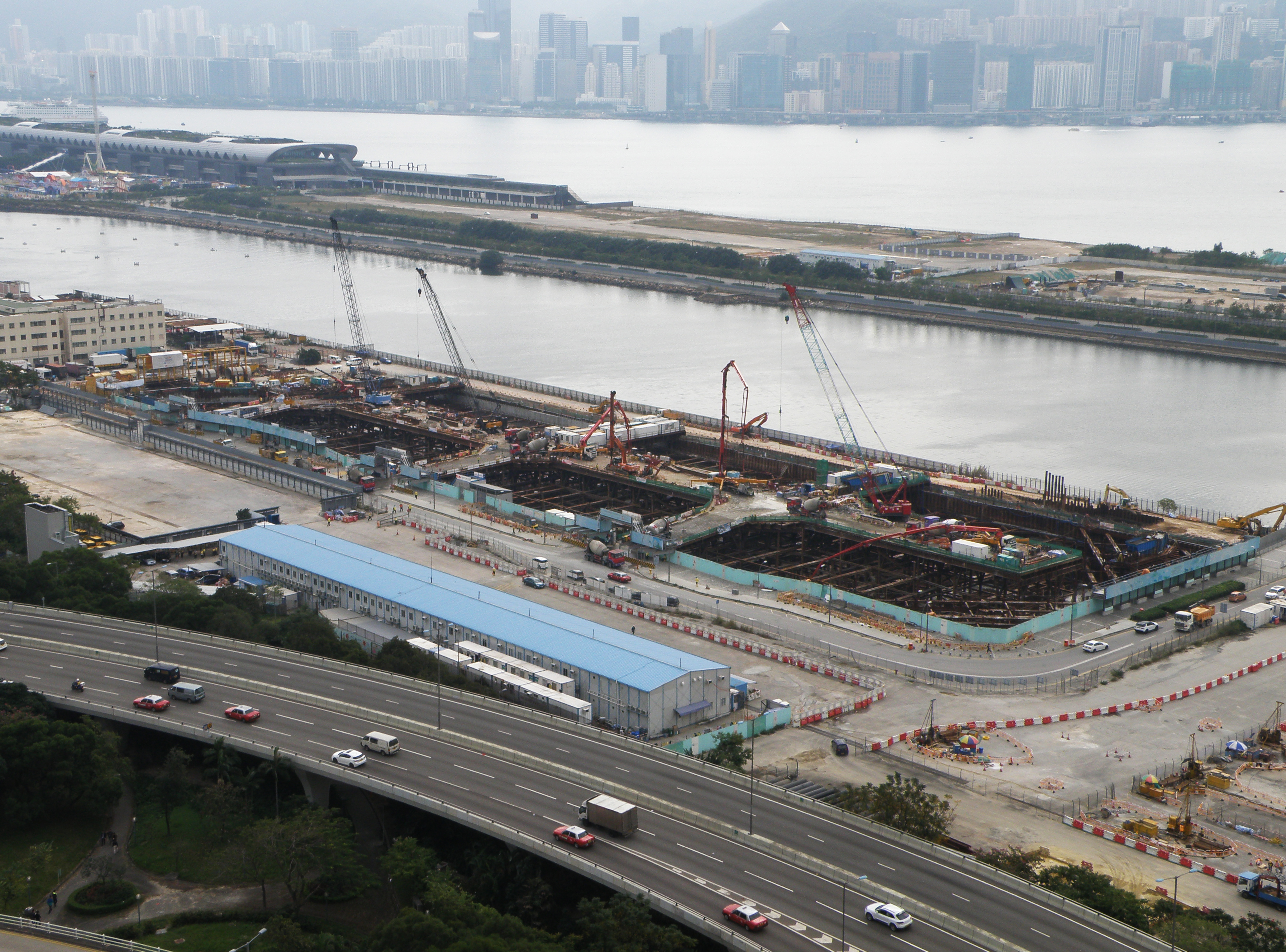
2016年1月
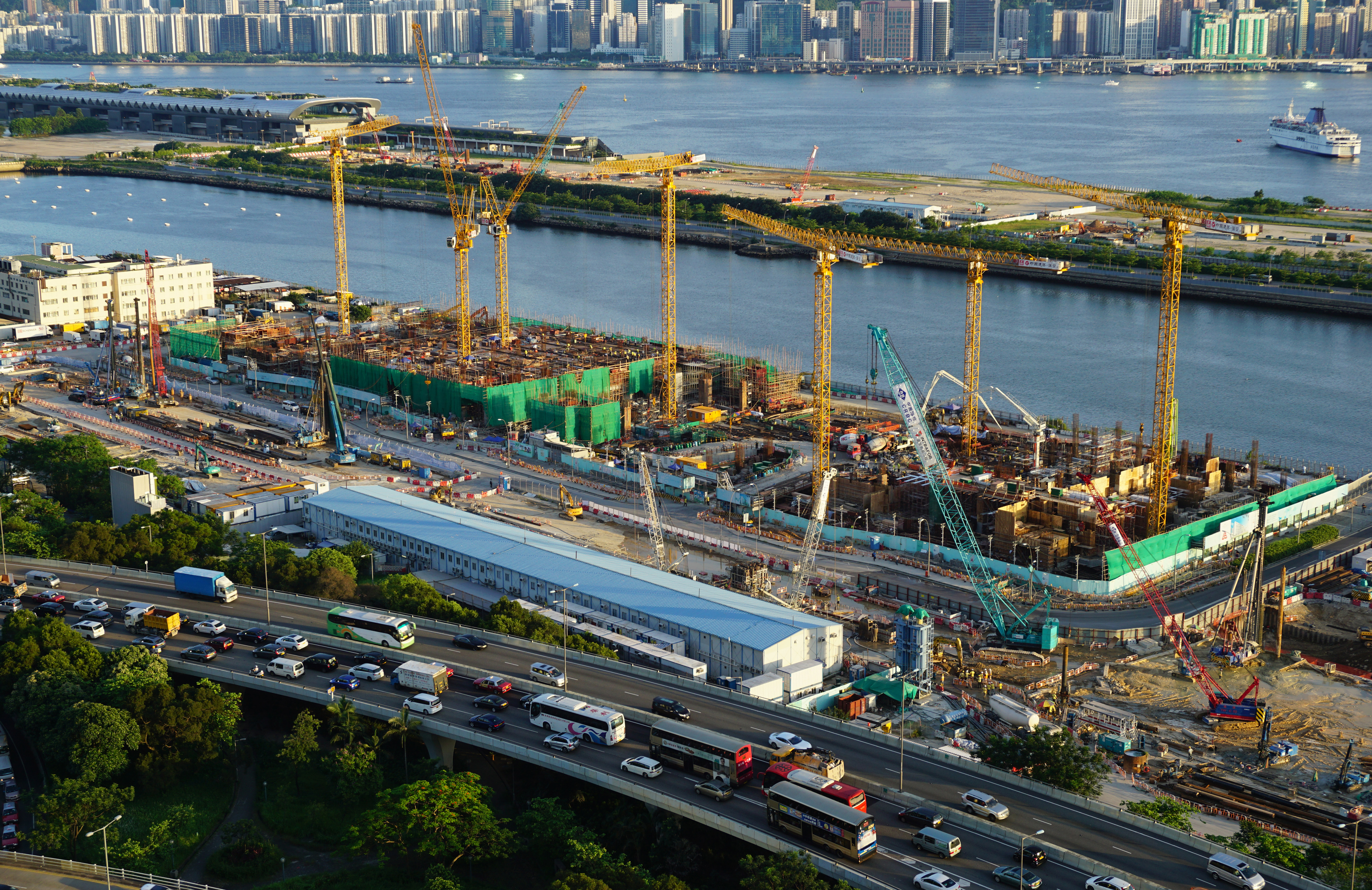
2016年6月
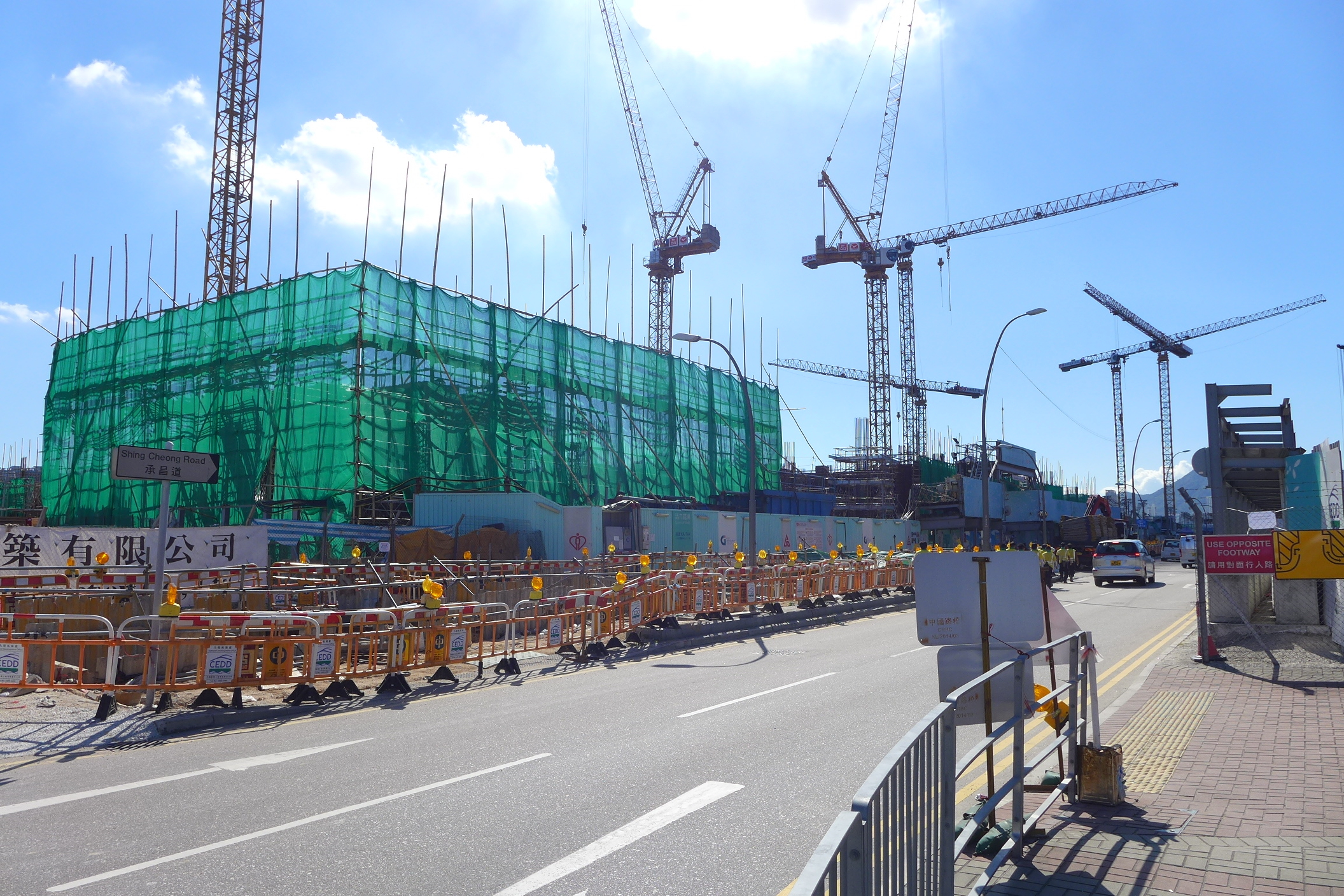
2016年6月
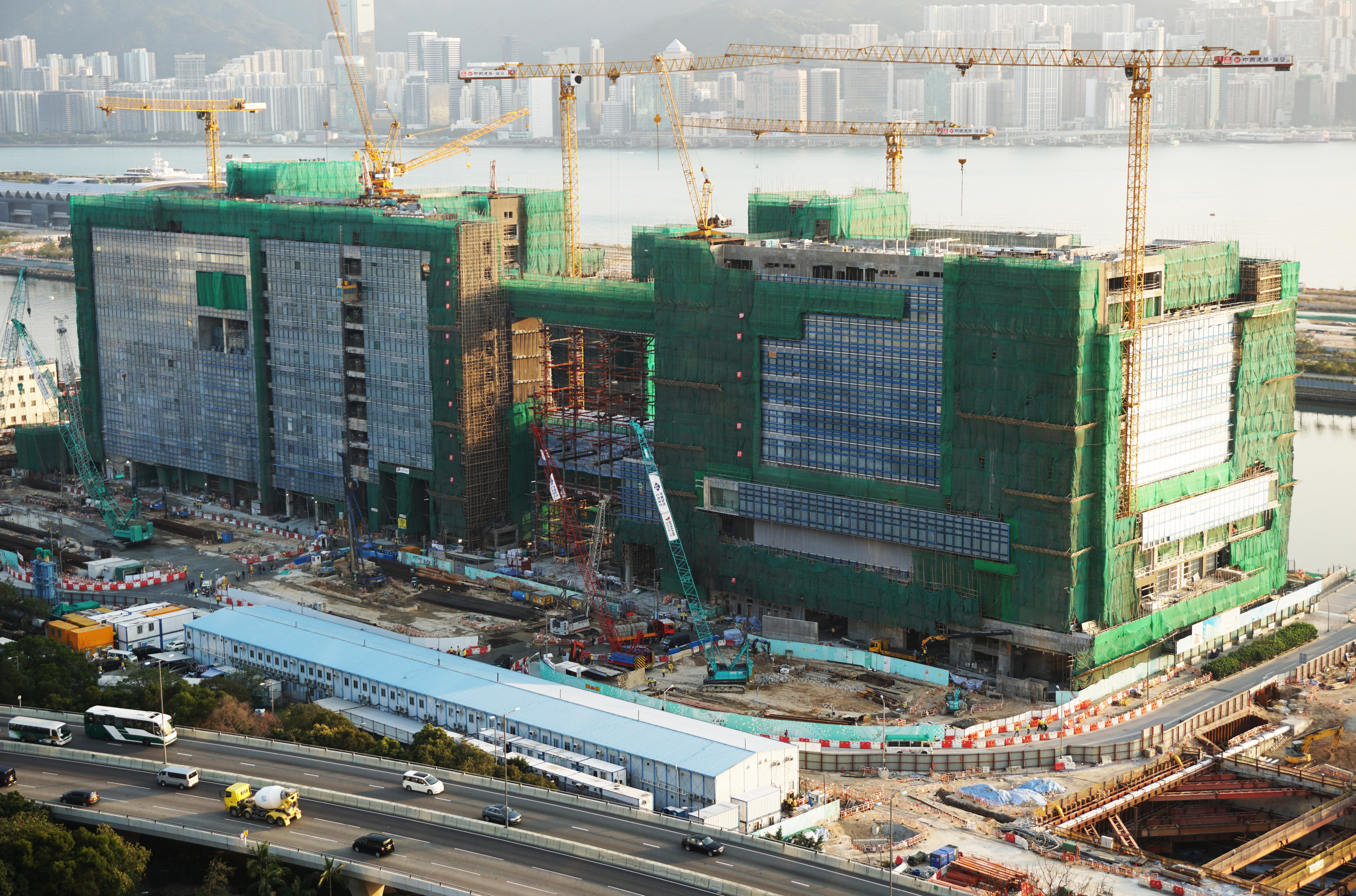
2017年3月
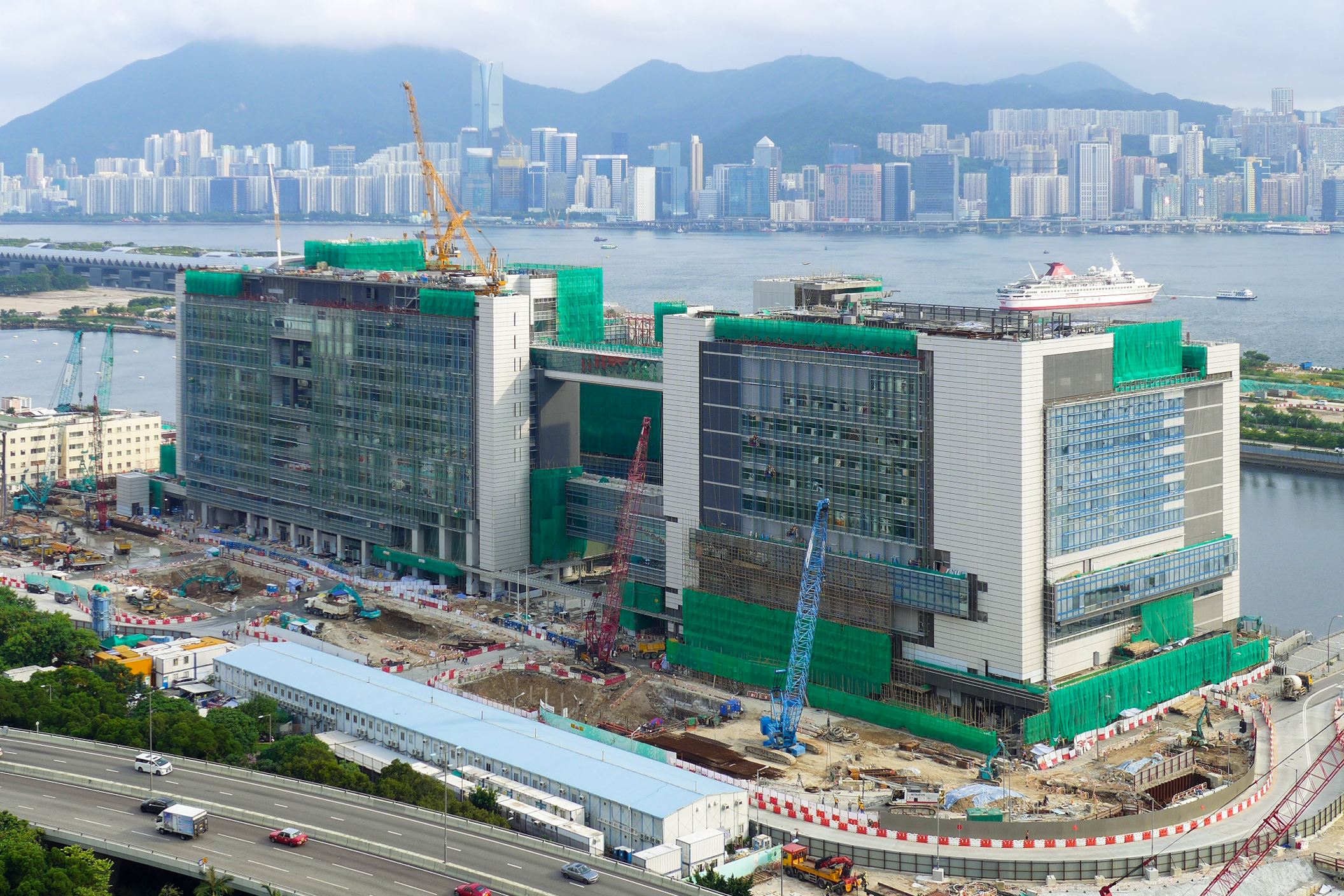
2017年8月
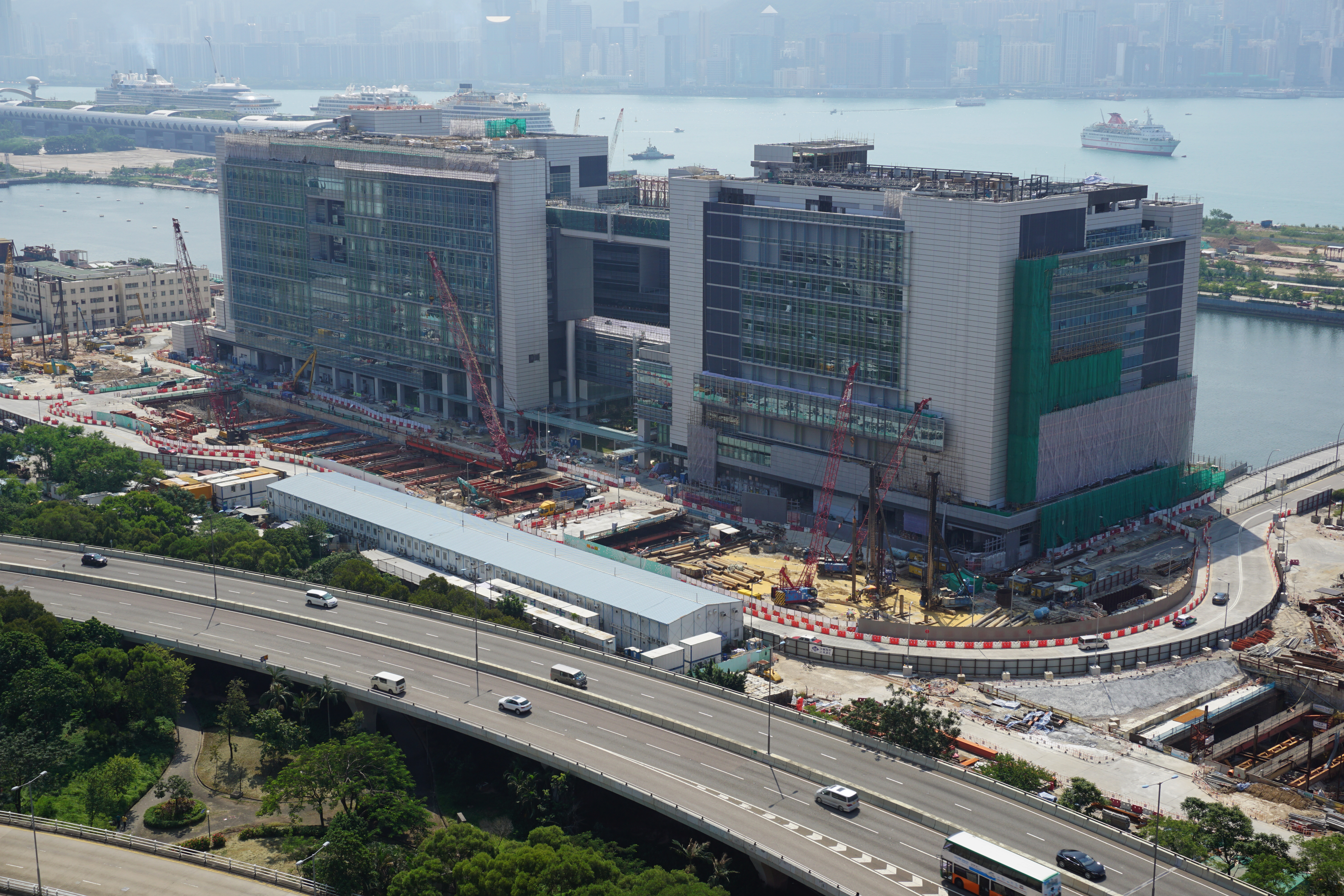
2017年10月
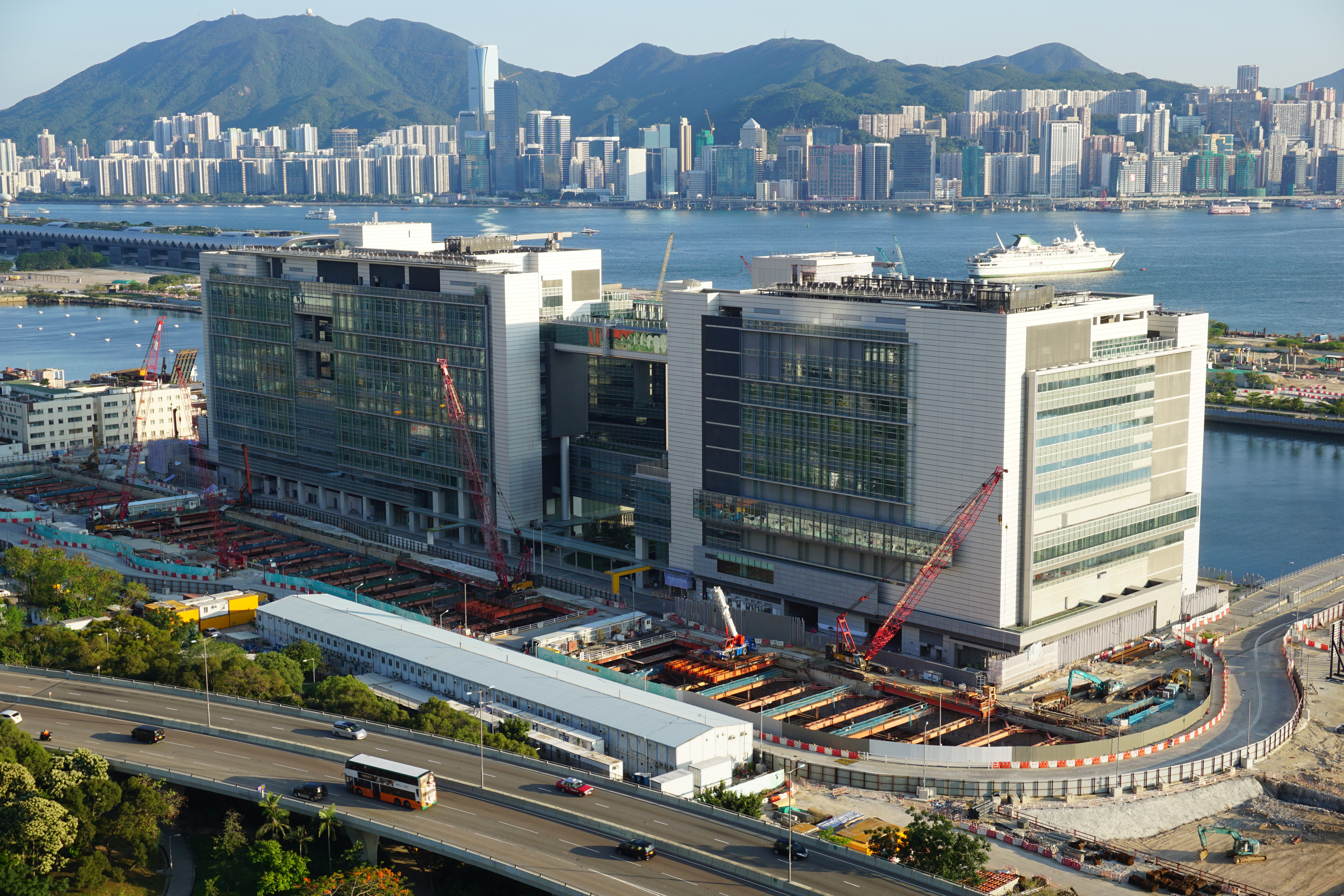
2018年5月

## 事件

### 詐騙承建商案
2022年，廉政公署調查貪污時揭發兩名參與興建香港兒童醫院及馬鞍山一個私人住宅項目的「三判」承建商，在2016年11月至2018年9月期間誇大水喉匠日薪以詐騙該兩個項目的「二判」承建商。兩名分別59歲和50歲的被告在2023年1月18日在分別判囚15個月及27個月。到同年8月30日，區域法院法官練錦鴻頒令充公逾57萬元，而被告必須於6個月內履行要求，否則可判處監禁19個月。

### 醫療事故
2021年1月15日，一名女嬰在接受第三劑氯化鉀注輸期間出現心搏過緩，及後心跳一度停頓。女嬰的情況急轉直下，最終在事故後離世，兩名醫生承認，女嬰被注輸十倍的氯化鉀，惟事件起因卻未能確定。女嬰父親隨即質疑，事件是否涉及人為出錯，並要求翻查輸液泵落藥的速度及時間，以得知相關起因是輸入錯誤或是稀釋出錯。兩名醫生僅重覆指稀釋情況由兩名護士負責，惟由於不確定是誰及如何出錯故事件起因未能確定，「嗰兩個護士都話自己無做錯，又話對方都無做錯，大家都話對方係啱咁就完咗」。
2022年9月，一名男嬰由於患有MYH7基因變異引致的混合表型限制性心肌病及擴張性心肌病，其男嬰前往兒童醫院進行例行檢查，醫生稱男嬰出現氣喘症狀需要住院。同日，醫生建議為男嬰進行心導管檢查。檢查期間，男嬰因出現心臟傳導阻滯引致心臟驟停，媽媽稱：「醫生就講話……佢做心導管檢查呢，正常啲病人，都唔會有呢個心臟驟停。就算佢條心導管點樣掂到個心臟嘅邊一個位，根本都冇事，係你個BB有事，係你個BB問題，」她說：「應該就係佢條導線揩到某一個位，先至會令到心臟驟停嘅。」，24日晚上出現急性心臟衰竭，伴隨嘔吐、咳嗽和高燒，於10月3日接受電腦掃描，結果顯示腦部嚴重受損，並出現小腦腦疝。經家長同意後，10月10日為病人移除人工心肺機和其他醫療儀器。男嬰媽媽得知院方回覆後，「不滿院方只是以病情惡化為由，未有解釋53分鐘的疏忽是如何做成，沒解釋為何會讓病人心停53分鐘」。

### 耳鼻喉科暫停服務
2025年，有消息指兒童醫院耳鼻喉科因人手不足而需暫停服務，病人需要轉往其他醫院覆診。醫管局總裁表示服務中斷是因短時間內有多人離職導致，預計最遲本年下半年恢復服務。

## 鄰近
- 神經科學專科卓越醫療中心
- 啟德醫院

## 相關電視節目
- 2021年香港TVB劇集《星空下的仁醫》

## 外部連結
- 官方网站
- 立法會衞生事務委員會 兒童專科卓越醫療中心 （页面存档备份，存于）
- 資料便覽 設立多方合作的兒童專科卓越醫療中心 （页面存档备份，存于）